# Schnarrenberg (Stuttgart)
Der Schnarrenberg ist eine 315,7 m ü. NHN hohe Erhebung in den Stadtbezirken Münster und Zuffenhausen der baden-württembergischen Landeshauptstadt Stuttgart.

## Geographie

### Lage
Der Schnarrenberg liegt zwischen den Stadtbezirken Münster im Südosten, wo sich sein Hauptteil befindet, und Zuffenhausen mit dem Stadtteil Rot im Nordwesten. Seine Ostflanke fällt zum Neckar ab, und nach Nordwesten leitet seine Landschaft zu dessen Zufluss Feuerbach über. In Richtung Südwesten leitet sie oberhalb der 300-m-Höhenlinie zu einer 358,8 m hohen Erhebung im Stadtbezirk Burgholzhof über.

### Naturräumliche Zuordnung
Der Schnarrenberg erstreckt sich auf der Grenze der naturräumlichen Haupteinheitengruppe Neckar- und Tauber-Gäuplatten (Nr. 12) mit der Haupteinheit Neckarbecken (123), der Untereinheit Waiblinger Bucht (123.2) und dem Naturraum Marbach-Waiblinger Täler (123.21) im Nordosten zur Haupteinheitengruppe Schwäbisches Keuper-Lias-Land (10) mit der Haupteinheit Stuttgarter Bucht (105) und dem Naturraum Feuerbachbucht (105.3) im Südwesten. Nachbarnaturräume sind im Nordwesten Langes Feld (123.14) und im Südosten Neckartrichter (105.1).

## Geologie und Lösswand
Der Schnarrenberg weist Keuper-Verwitterungen und aus dem Quartär stammende Lehm- und Lössablagerungen auf.
Im unteren Teil seiner Ostflanke befindet sich nahe der am Neckar verlaufenden Austraße eine bis zu 9 m hohe, fast senkrechte Lösswand mit feinporiger, kristalliner Struktur. Vor Ort wurden Funde von Fossilien seltener Schnecken und Knochenreste eines Mammuts entdeckt. Wandaushöhlungen bieten Insekten und Vögeln eine Brut- und Wohnstätte. Vorbei an der als Naturdenkmal ausgewiesenen Felswand führt der knapp 12 km lange Lehrpfad Geologische Stationen in Bad Cannstatt und Münster, dessen 10 Stationen 1990 erstmals mit Informationstafeln versehen wurden. Vor Ort befindet sich die Station 7: Lösswand Austraße.

## Schutzgebiete
Auf dem Schnarrenberg liegt ein Bereich vom Ostteil des Landschaftsschutzgebiets Weinberg- und Obsthänge rings um den Burgholzhof (CDDA-Nr. 325728; 1961 ausgewiesen; 1,35 km² groß), wobei sich direkt östlich der Erhebung das LSG Neckarlandschaft anschließend an den Zuckerberg bis zur Schleuse Hofen (CDDA-Nr. 323143; 1961; 1,24 km²) mit dortigem Max-Eyth-See anschließt.

## Schnarrenbergtunnel
Durch die Ostschulter des Schnarrenbergs führt zwischen Münster und Zazenhausen der 272,2 m lange Schnarrenbergtunnel der zweigleisigen elektrifizierten Bahnstrecke Stuttgart-Untertürkheim–Kornwestheim (Schusterbahn), einer Güterumfahrungsbahn des Stuttgarter Hauptbahnhofs. Er wurde 1895 erbaut, wobei seine Tunnelportale aus Buntsand- und Kalksteinen hergestellt wurden. Für die innere Ausmauerung wurden hartgebrannte Ziegel verwendet. Am 5. Dezember 1895 wurde die Fertigstellung gefeiert. In den Jahren 1999 bis 2000 wurde der Tunnel grundsaniert, wobei das innere Ziegelmauerwerk durch eine Betonschale ersetzt wurde. Im Juni 2025 wurde eine Sanierung der Tunnelentwässerung ausgeschrieben.

## Einrichtungen
Auf dem Gipfelbereich des Schnarrenbergs befindet sich die Außenstelle Stuttgart des Deutschen Wetterdienstes, welche unter anderem die Regionale Wetterberatung (RWB) und die Regionale Messnetzgruppe umfasst. Auf seinen südwestlichen Hochlagen liegen Sportanlagen des Turnverein Cannstatt mit jenen der Stuttgart Reds, und im Westen und Norden erstreckt sich eine Grünanlage mit Spielplatz und Hundeauslaufplatz. Auf den Hängen der Erhebung, wo sich teils auch Kleingärten befinden, wird auf 3,5 ha Fläche mit steiler Teilterrassierung und Südwestausrichtung Wein angebaut. Etwas ostsüdöstlich vom Beginn der Straße Schnarrenberg (siehe unten) steht das Denkmal Rebflurbereinigung Stuttgart-Münster – Schnarrenberg – 1978–1980.

## Verkehr
Von der östlich des Schnarrenbergs im Neckartal verlaufenden Neckartalstraße (Landesstraße 100; Münster–Hofen) zweigt nahe der über den Fluss führenden Aubrücke die überwiegend südwestwärts verlaufende Löwentorstraße ab. Von dieser wiederum zweigt die Straßenachse Am Wolfersberg–Schozacher Straße ab, die nordwestwärts auf die Hochlagen der Erhebung und dann weiter in Richtung Zuffenhausen führt. Auf dem Übergangsbereich zum Burgholzhof zweigt direkt nordöstlich der Robinson Barracks die nach Nordnordosten in Richtung ihres Gipfels führende Stichstraße Am Schnarrenberg ab.

## Galerie

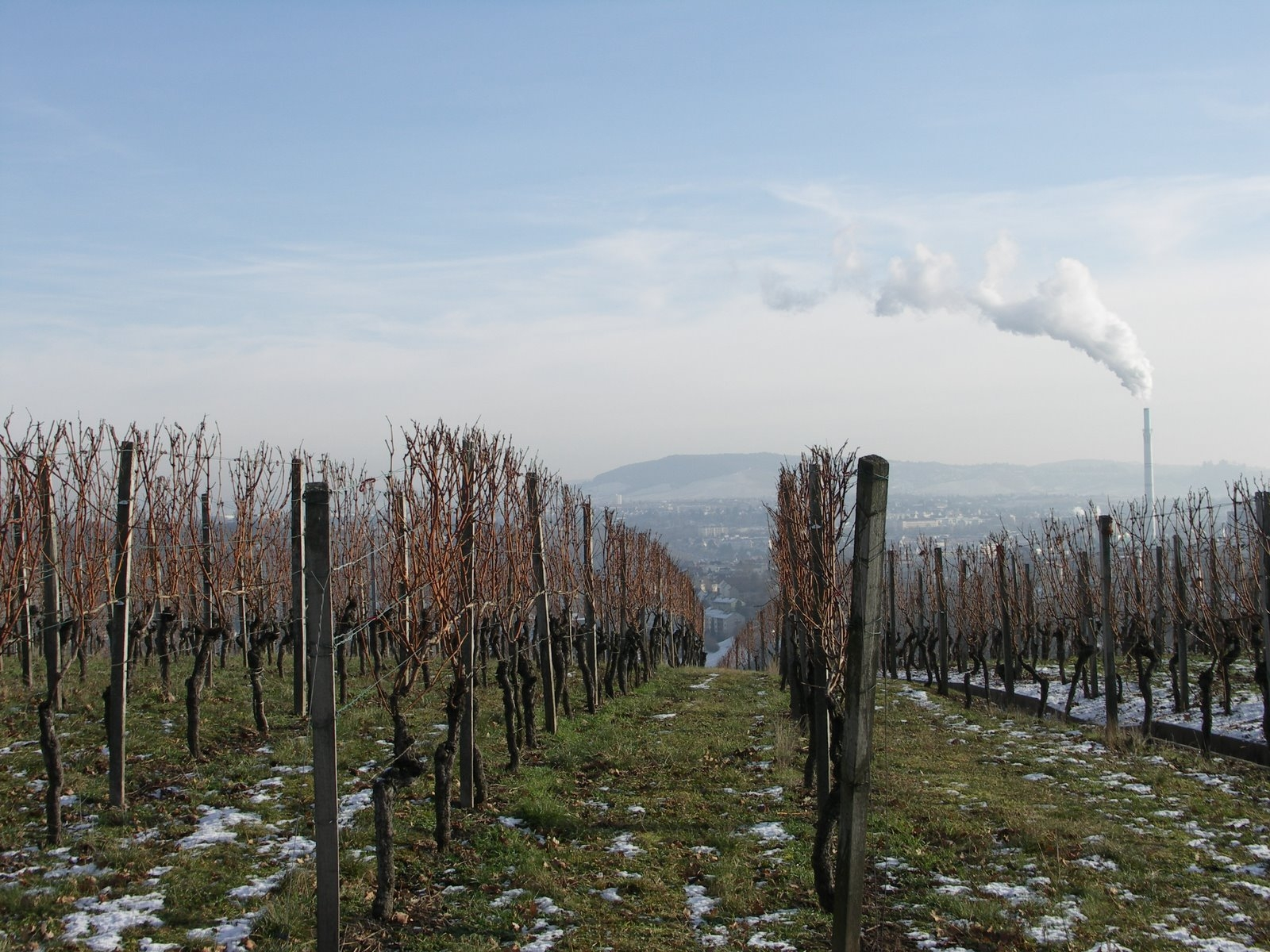
Blick zwischen Weinreben des Schnarrenbergs hindurch und vorbei am Schornstein des Kraftwerks Stuttgart-Münster zum Schurwald am Horizont
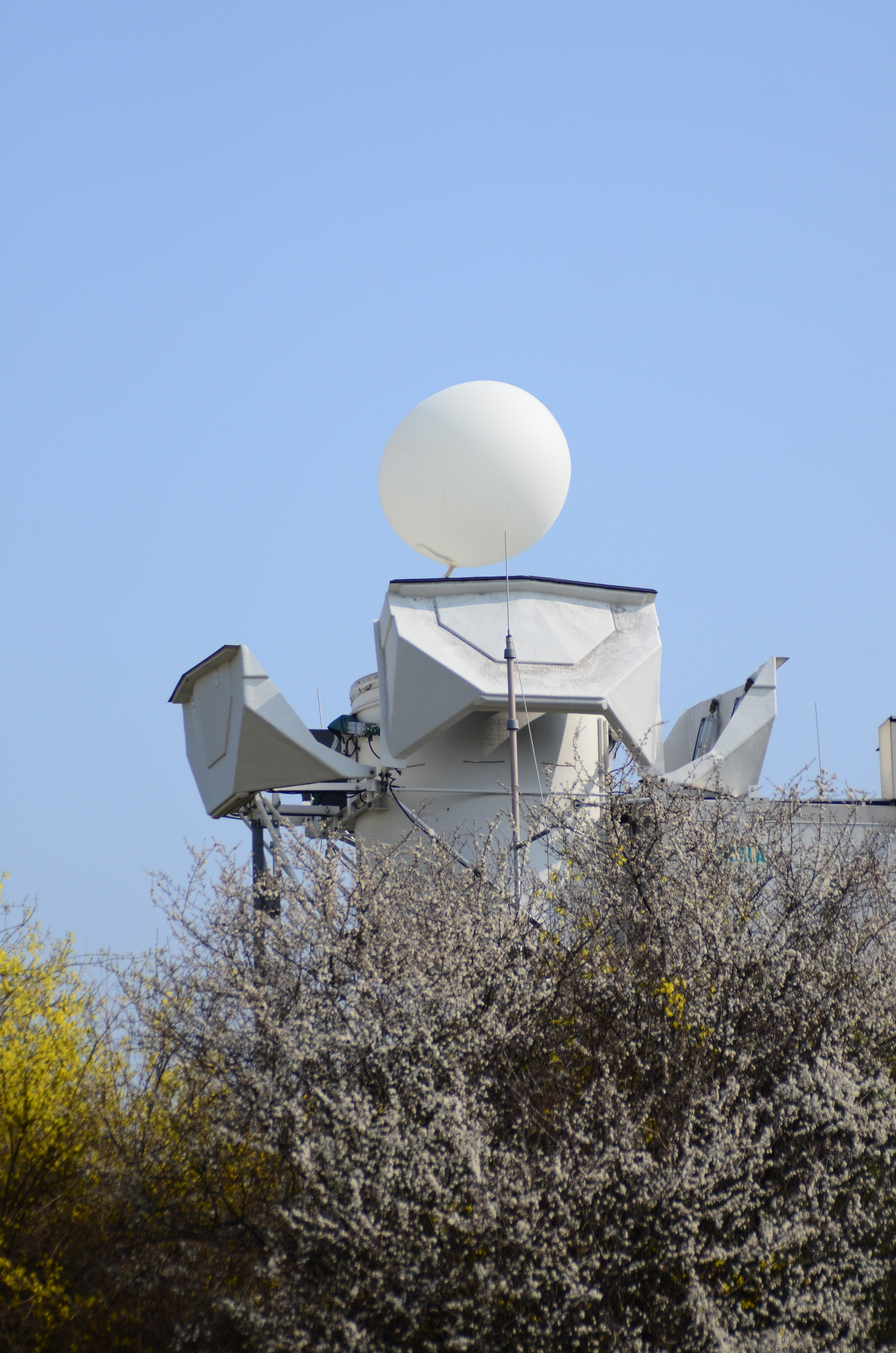
Wetterwarte Schnarrenberg
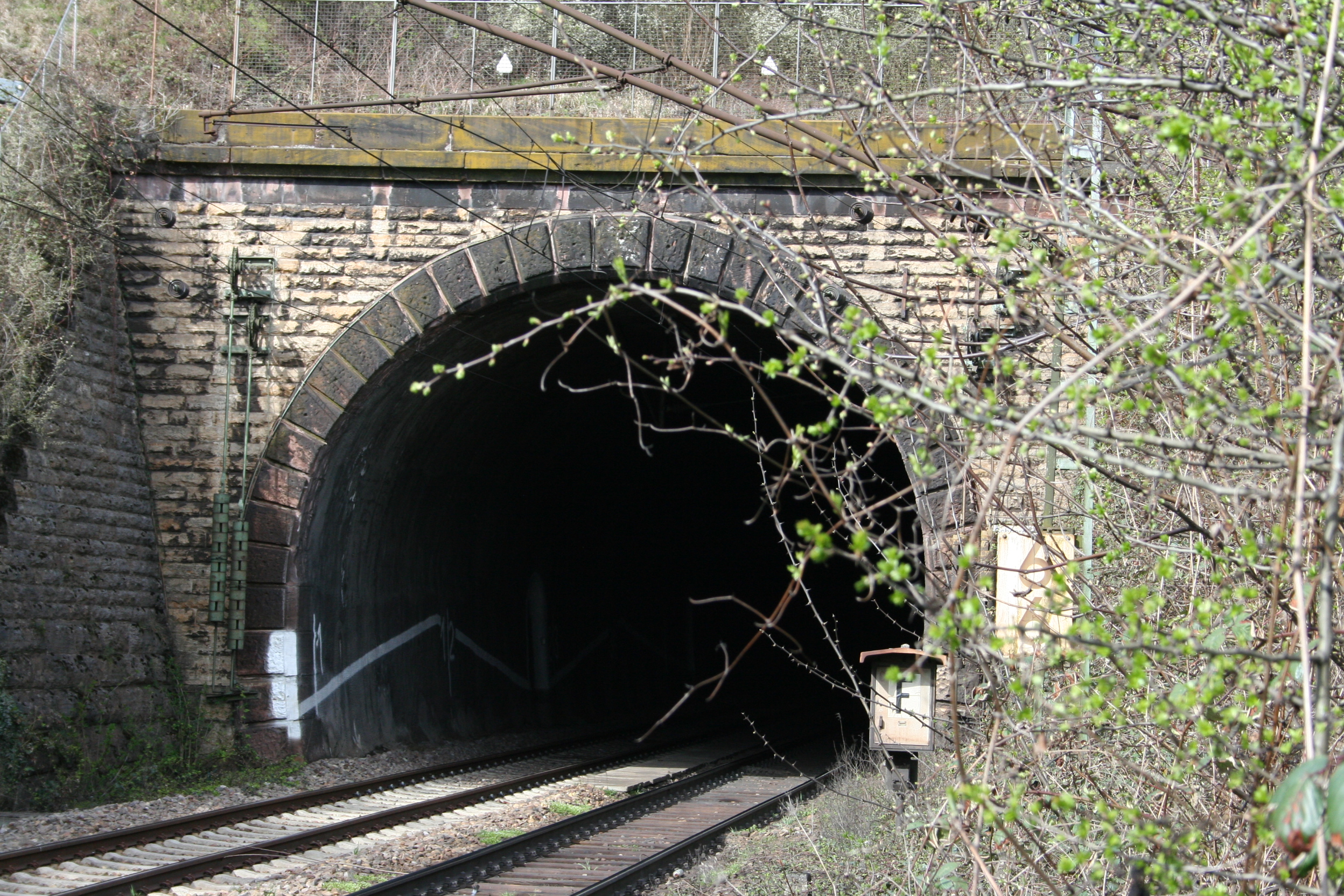
Schnarrenbergtunnel: Südportal